# پارکر هانیفین
پارکر هانیفین (انگلیسی: Parker Hannifin) شرکت تولید صنعتی آمریکایی است، که در سال ۱۹۱۷ توسط آرتور پارکر تأسیس شد.